# Klingsmoos
Klingsmoos ist ein Pfarrdorf  und Ortsteil von Königsmoos im Landkreis Neuburg-Schrobenhausen, der zum Regierungsbezirk Oberbayern in Bayern gehört.

## Geographie
Klingsmoos ist ein 6 km langes Straßendorf und liegt in der südwestlichen Ecke des Donaumooses. 
Verkehrstechnisch liegt Klingsmoos an der nordöstlich-südwestlich verlaufenden Staatsstraße St 2049 von Ingolstadt (Südumfahrung) nach Pöttmes und bildet den Anfangspunkt der nach Nordwesten verlaufenden Staatsstraße St 2027 nach Rain am Lech über Ehekirchen. 
Die Nachbarorte von Klingsmoos sind Ehekirchen mit Walda, Schainbach, Ried, Schönesberg, Wallertshofen, Seiboldsdorf und Dinkelshausen im Westen, Nordwesten und Norden, Achhäuser und Ludwigsmoos im Nordosten, Langenmosen mit Grabmühle und Malzhausen im Osten und Südosten, Sandizell im Südsüdosten und Pöttmes mit Grimolzhausen und Schorn im Süden und Südwesten.

## Geschichte

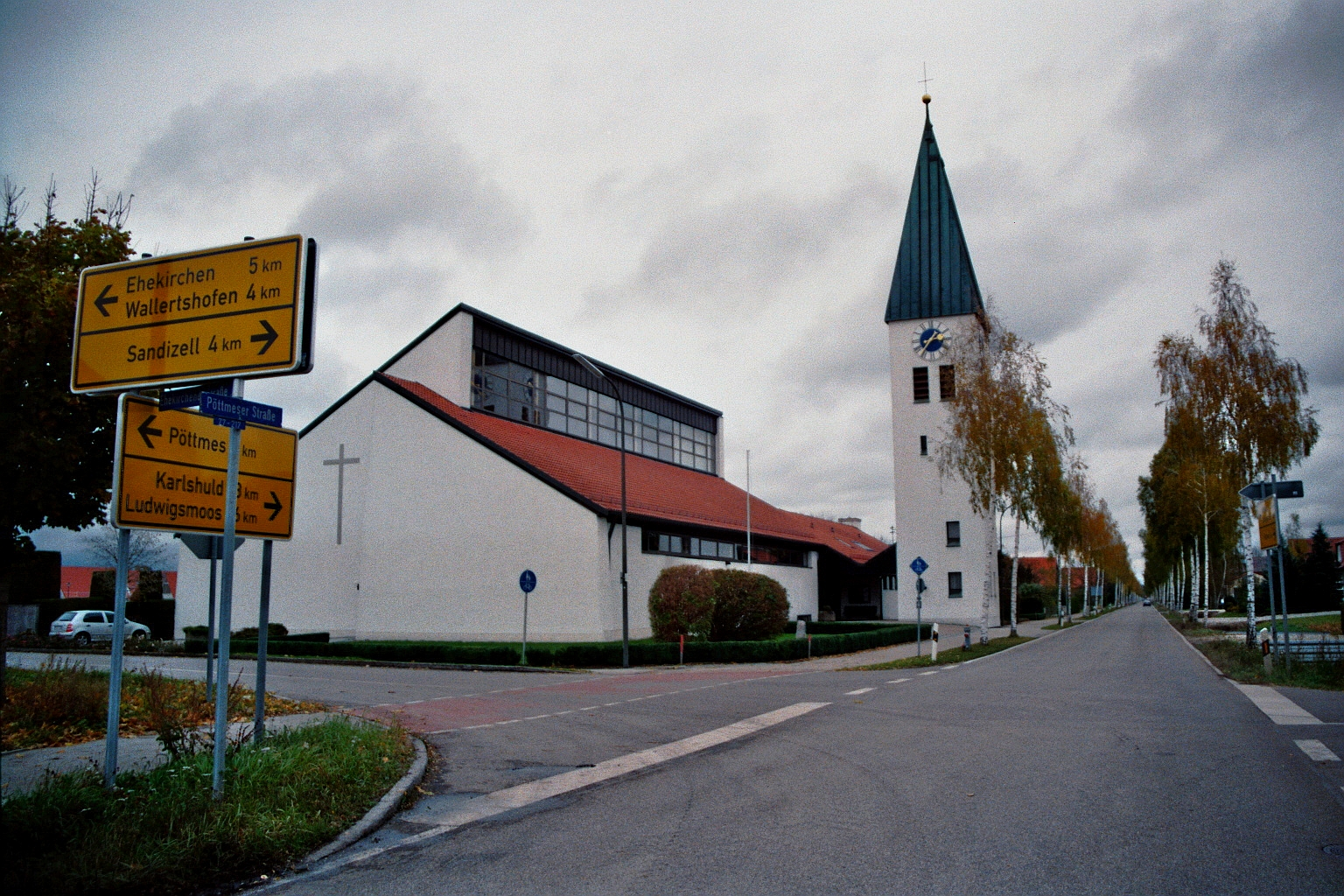
Die Pfarrkirche Sankt Josef

Klingsmoos wurde ab 1822 besiedelt, nachdem das Moor des Donaumooses trockengelegt worden war. Damals hieß es Theresienfeld, benannt nach Therese von Sachsen-Hildburghausen. 
Im Jahre 1831 wurde Theresienfeld von König Ludwig I. von Bayern in Klingsmoos zu Ehren von Johann Peter von Kling, der für die Urbarmachung des Donaumooses wesentlich war, umbenannt.
Im selben Jahr wurde die Gemeinde Ludwigsmoos aus den Orten Ludwigsmoos (bis dahin Ludwigsfeld), Klingsmoos, Grabmühle (heute bei Langenmosen) und das Kolonistenanwesen des Peter Lohner gebildet. Es sollte eine einheitliche Moosgemeinde sein. Die Klingsmooser ersuchten um Formation einer eigenständigen Gemeinde, was ihnen 1845 genehmigt wurde. 
Bis 1971 war Klingsmoos auf fünf politische Gemeinden (Klingsmoos, Walda, Pöttmes, Grimolzhausen, Sandizell) aufgeteilt. In der Gebietsreform fiel zunächst Sandizell und dann Grimolzhausen weg. An deren Stelle trat zwischen 1972/73 Schrobenhausen.
Bis zum 1. Juli 1972 gehörte die selbstständige Gemeinde Klingsmoos zum Landkreis Neuburg an der Donau und fiel dann mit der Gebietsreform an den vergrößerten Landkreis Neuburg an der Donau, der am 1. Mai 1973 den neuen Namen Landkreis Neuburg-Schrobenhausen erhielt. Am 1. Januar 1974 erhielt die Gemeinde die Gebietsteile Klingsmoos von der Nachbarstadt Schrobenhausen mit 202 Einwohnern. Am 1. Januar 1975 erfolgte der Zusammenschluss der drei Moosgemeinden Klingsmoos (damals 738 Einwohner), Ludwigsmoos und Untermaxfeld zu Königsmoos.
Die restlichen Gemeindeteile Klingsmoos erhielt die Gemeinde Königsmoos dann zum 1. Januar 1977 von Pöttmes und 1. Januar 1978 von Walda, nach der Auflösung dieser Gemeinde.

## Sehenswürdigkeiten
- In der modernen Pfarrkirche Sankt Josef steht die historische Ausstattung des Vorgängerbaus unter Denkmalschutz. Diese erste katholische Pfarrkirche in dem Donaumoos-Dorf wurde 1921/22 erbaut. Am ersten Adventssonntag 1922 fand die erste Messe statt, Tabernakel und Altar waren anfangs Leihgaben. Der Entwurf des Hochaltares wurde erst 1928 bei Michael Kurz in Auftrag gegeben; auch der Architekt Hans Döllgast soll beteiligt gewesen sein. Gefertigt hat ihn der Münchner Bildhauer Karl Baur. Als die baufällige Kirche abgerissen wurde, bewahrte die Kirchengemeinde den Altar auf und baute ihn 1979 in der neuen Kirche wieder auf. 2018 erfolgte eine Restaurierung.[3]